# فاردزيا

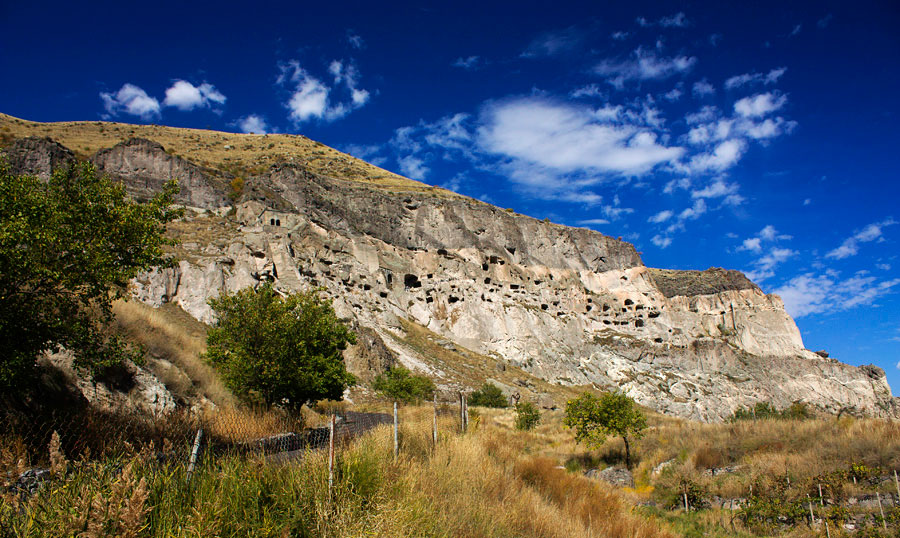
خمسة رهبان ما زالوا يعيشون في هذا الجبل. كل صباح في السابعة يقرعون الجرس في القوس العالي.

فاردزيا هو موقع دير في كهف في جنوب جورجيا، تم التنقيب عنه من سفوح جبل إروشيتي على الضفة اليسرى لنهر كورا، على بعد ثلاثين كيلومترًا من أسبيندزا. كانت الفترة الرئيسية للبناء هي النصف الثاني من القرن الثاني عشر. تمتد الكهوف على طول المنحدر لنحو خمسمائة متر وما يصل إلى تسعة عشر طبقة. كان الدير مركزًا ثقافيًا مهمًا ومكانًا للأعمال الأدبية والفنية الهامة. تحتوي كنيسة دورميتيون رقاد السيدة، التي يعود تاريخها إلى ثمانينيات القرن الحادي عشر، خلال العصر الذهبي لتامار ورستافيلي، على سلسلة مهمة من اللوحات الجدارية. تم التخلي عن الموقع إلى حد كبير بعد السيطرة عليه من قبل العثمانيين في القرن السادس عشر. الآن جزء من محمية تراث الدولة، تم تقديم المنطقة الممتدة من فاردزيا-خرتفيزي لإدراجها في المستقبل في قائمة اليونسكو للتراث العالمي.

## وصلات خارجية
- Vardzia Historical-Architectural Museum-Reserve
- Vardzia-Khertvisi (UNESCO)